# Vilhelm Lindgrén
Fredrik Vilhelm Lindgrén (* 3. Juli 1895 in Tampere; † 26. Juli 1960 in Helsinki) war ein finnischer Schwimmer, der auf die Bruststrecken spezialisiert war.
Lindgrén ging – 17-jährig – bei den Olympischen Sommerspielen 1912 in Stockholm sowohl über 200 Meter Brust, wie auch über 400 Meter Brust an den Start. Auf der kurzen Strecke schied er als Vierter seines Vorlaufs aus, auf der langen Strecke wurde er Dritter seines Vorlaufs.